# Sabellaria taurica
Sabellaria taurica är en ringmaskart som först beskrevs av Martin Heinrich Rathke 1837.  Sabellaria taurica ingår i släktet Sabellaria och familjen Sabellariidae. Inga underarter finns listade i Catalogue of Life.